# 小径車

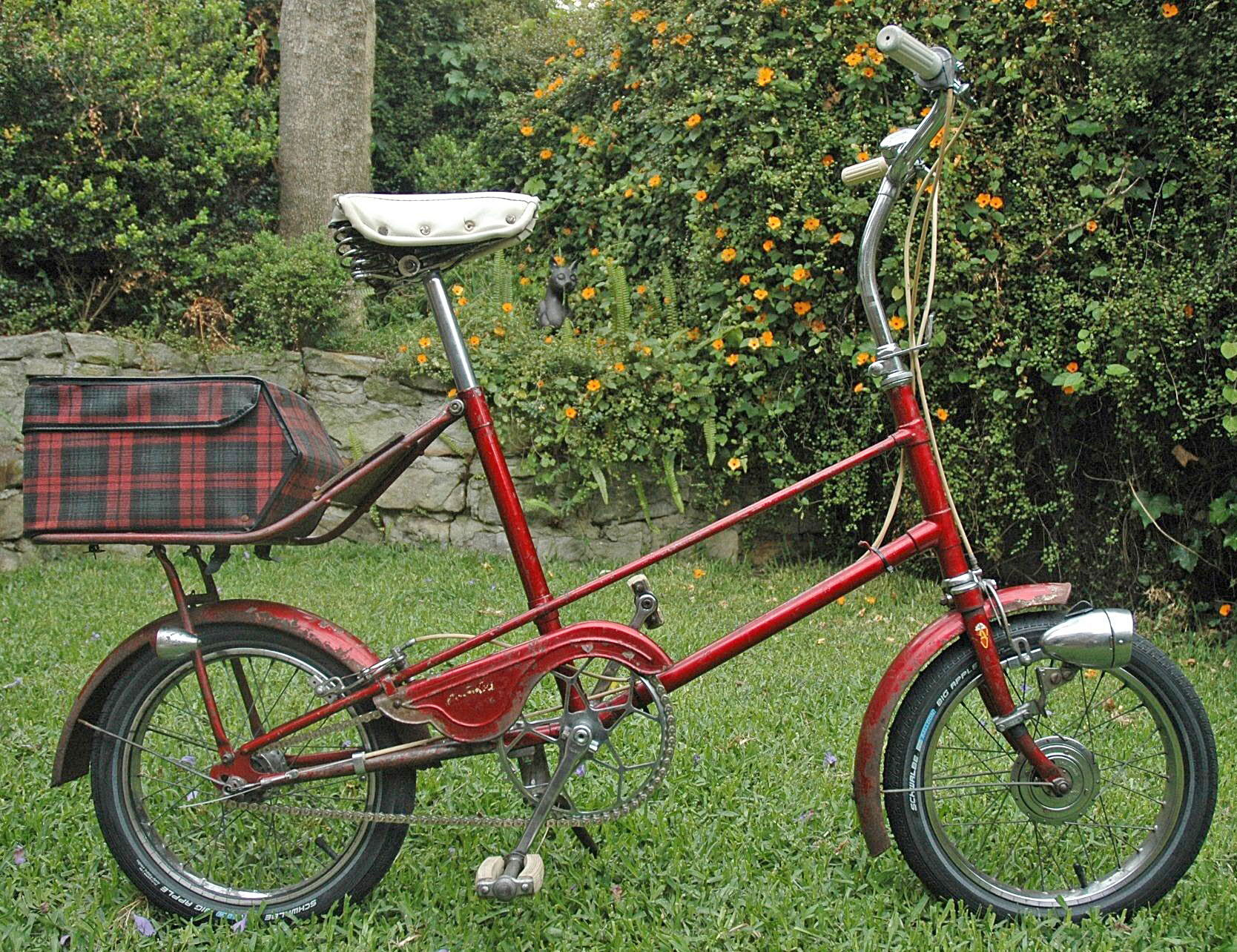
ミニベロ

小径車（しょうけいしゃ）はタイヤ径の小さな自転車の通称である。この言葉自体に公的な定義は存在しないが、『自転車用語の基礎知識』（バイシクルクラブ編集部編、枻出版社、2003、ISBN 4870999064）では、タイヤ径20インチかそれ以下の自転車で、20インチであるBMX車は慣例として含めないと説明される。日本工業規格JIS D 9111:2005（自転車 - 分類及び諸元）では、コンパクト車という車種が「室内での保管、自動車トランクへの収納又は公共交通への持込みを意図し、呼び（径）20以下の車輪及び軽量なフレームによって、軽量化及びコンパクト化を図った自転車」と定義されている。
輪行など自転車以外の交通手段で運ぶことを意識して、車体がコンパクトに折りたためるよう設計された折り畳み自転車が多いが、小径車が必ずしも折りたたみ式とは限らない。

## 類義語
ミニベロ（mini vélo）は、おおむね24インチ以下の自転車をいう傾向があるようだと前掲『自転車用語の基礎知識』は述べている。
ミニサイクルはJIS D 9101-1991（自転車用語）の用語で、「車輪の径の呼び24以下の」「日常の交通手段に用いる短距離低速走行用の一般用自転車」と定義され、JIS D 9111:2005では軽快車と統合されシティ車（シティサイクル）に含められる自転車である。通常、女性向けの買い物用自転車（いわゆる「ママチャリ」）のうち、タイヤ径24インチ以下の小さいものを指す。

## 特徴
概して、高速走行や悪路走行の性能ではタイヤ径の大きな一般の自転車に劣るため、遠乗り向きではない。その一方で、車体がコンパクトで軽量に作られていること、こぎ出しの軽さなどの利点があるため、輪行用や街乗り用に人気が高い。最近では2万円以下で安売りされるものも増えてきたが、主流は5万円から20万円程度、アレックス・モールトンのような高級モデルでは完成車で100万円を超えるものもある。

### フレーム

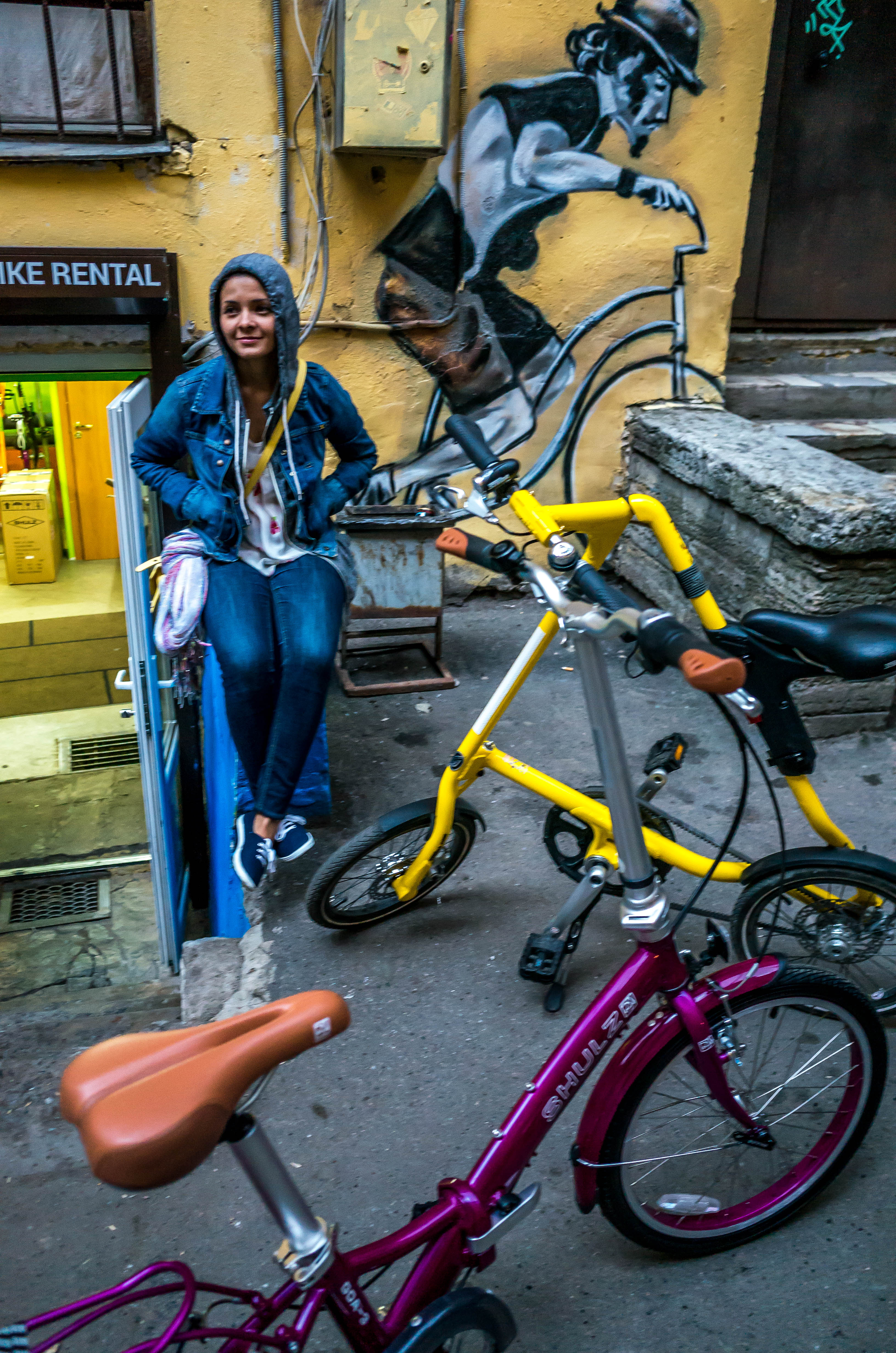

一般の自転車で一般的なダイヤモンドフレームやその変形もよく使われるが、中折れ式のH型フレームを採用しているところもある。ホイールベースは車体に比べて長めに取られ、ロードバイクと同程度の長さが確保されているものが多い。折りたたみ式では軽量化も重要なポイントになるが、カーボンフレームの採用例は少ない。また折りたたみでないものでも、やはり最新素材の採用は少なく、金属素材で作られる物が多い。ただし、カーボンやチタン、マグネシウム等を多用し6kg以下に抑えたものも存在する。とりわけコンパクトを謳ったものは複雑でメカニカルな折りたたみ機構を採用し、その動きの面白さも人気となっている。

### ホイール
16インチ〜20インチサイズが主流だが、コンパクトなものでは12インチ以下のものもあり、最小のものは5インチ（A-bike）である。小径のためタイヤの慣性モーメントが小さく、またトルクが高いためこぎ出しや登坂が軽い。そのため、発進・停止を頻繁に繰り返す市街地での利用に適する。また、ジャイロ効果が比較的弱いためハンドリングは機敏である。

### タイヤ
ロードバイク並みに細い高圧タイヤを採用したものからMTBのようなブロックタイヤ、太めの低圧タイヤまで、用途に応じて様々なものがある。

### ブレーキ
用途に応じ様々で、スポーツタイプではディスクブレーキやVブレーキ、キャリパーブレーキも多い。

### ハンドル
コンパクトさが重視されることからフラットバーの採用が多いが、ドロップハンドルやブルホーンを装備したものもある。

### コンポーネント
一般的にフロントには50T前後の大径チェーンホイールを、リアには小径のスプロケットを採用して、タイヤ外周が短いことによる速度面での難点をカバーしている。変速機を装備している機種もあり、マウンテンバイクやロードバイクの変速機を流用しているものが多いが、小径車向けの「Capreo」コンポーネントを使用するものも多い。

### サスペンション
小径のためタイヤに対して相対的に段差が大きくなること、フォークが短く衝撃を伝達しやすいことから、MTB並みの前後サスペンションを装備するものもある。